# Itoigawa
Itoigawa (japanisch 糸魚川市, -shi) ist eine Stadt in der Präfektur Niigata in Japan.

## Geographie
Itoigawa liegt westlich von Jōetsu und östlich von Toyama am Japanischen Meer.

## Geschichte

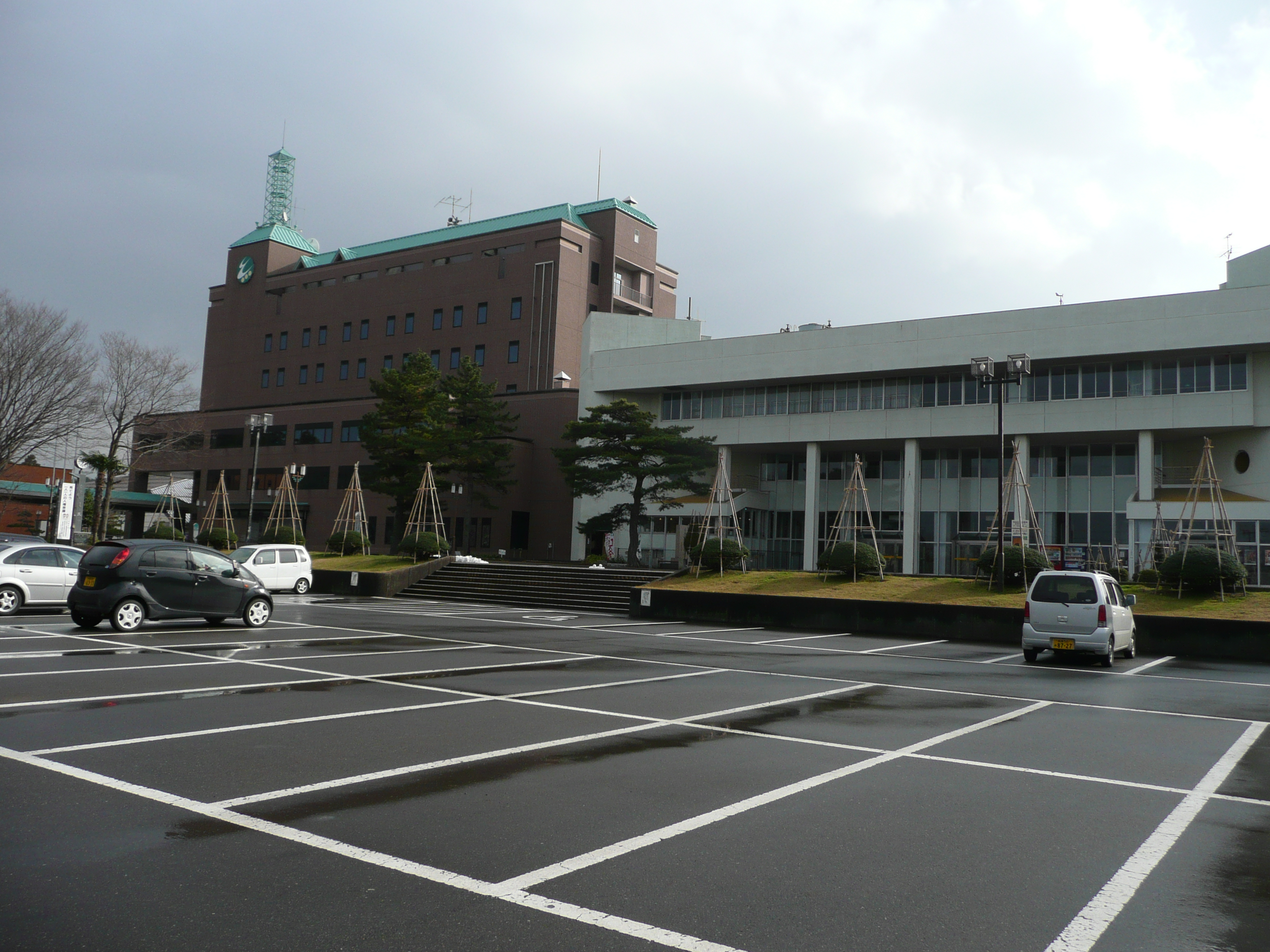
Ein Regierungsbüro

Itoigawa war während der Edo-Zeit der Sitz eines kleinen Daimyō aus dem Matsudaira-Zweig, der dort 1717 ein „Festes Haus“ (陣屋, Jin’ya) errichtete. Das Gelände wird heute zum Teil von der von der Präfektur getragenen Schule „Kenritsu Itoigawa shōkō gakkō“ (県立糸魚川商工学校) genutzt. Der Ort ist von Alters her bekannt für seine Heißen Quellen und für Jade. Seine großen Kalkvorräte sind die Grundlage für eine Zement-Industrie und für damit zusammenhängende Produkte. 
Die Stadt Itoigawa wurde am 1. Juni 1954 aus der ehemaligen Machi Itoigawa (糸魚川町, -machi), sowie den Mura Uramoto (浦本村, -mura), Shimohayakawa (下早川村, -mura), Kamihayakawa (上早川村, -mura), Yamatogawa (大和川村, -mura), Saikai (西海村, -mura), Ōno (大野村, -mura), Nechi (根知村, -mura) und Kotaki (小滝村, -mura) des Landkreises Nishikubiki gegründet. Am 1. Oktober desselben Jahres folgte das Dorf Imai (今井村, -mura). Am 19. März 2005 wurden die Gemeinden Nou (能生町, -machi) und Oumi (青海町, -machi) desselben Landkreises eingemeindet, der daraufhin aufgelöst wurde.

## Sehenswürdigkeiten

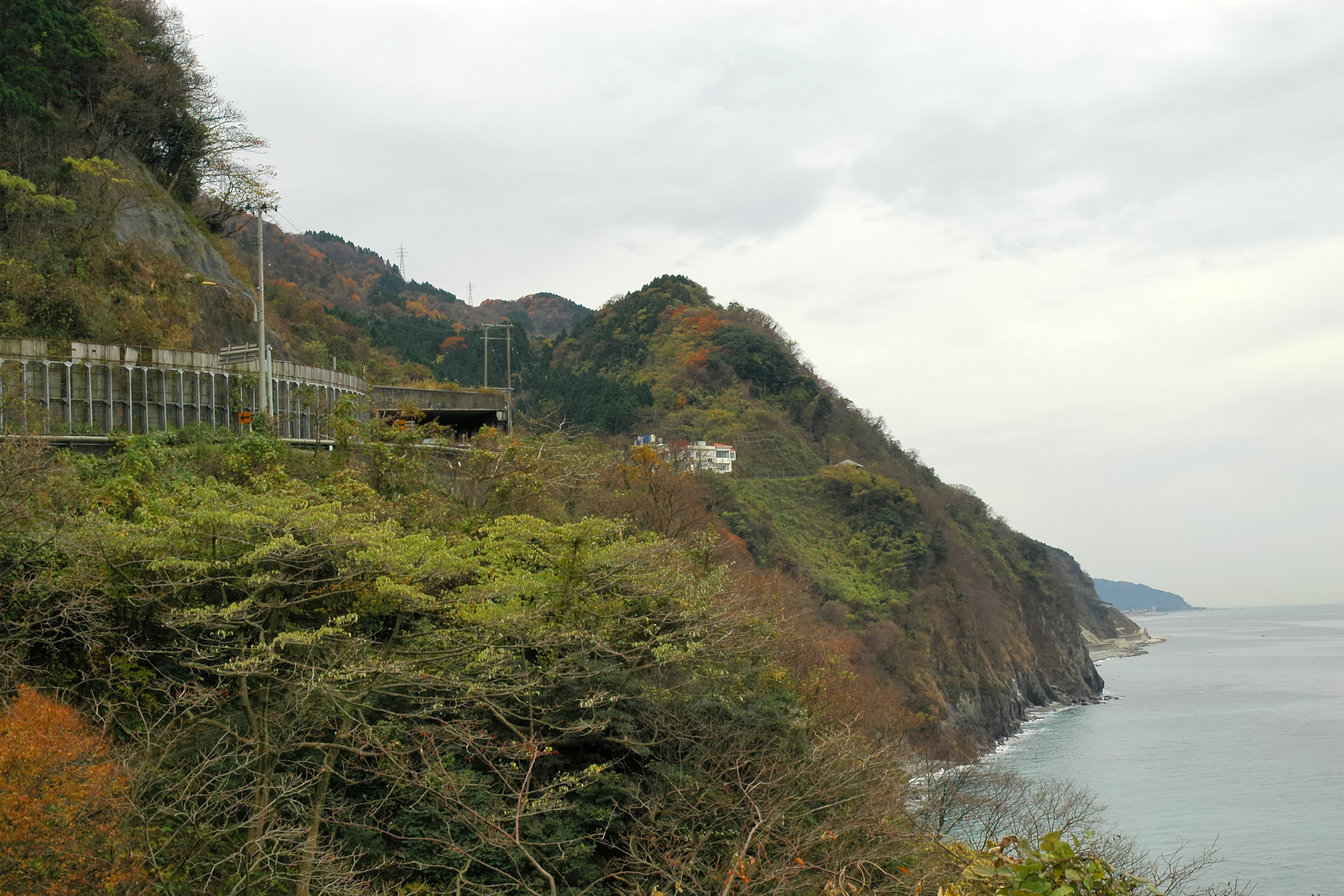
Oyashirazu

- Oyashirazu (親知らず, dt. „Weisheitszahn“, eigentlich wörtlich „den Eltern unbekannt“ – nach der Annahme, dass diese Zähne erst auftreten, wenn die Kinder aus dem Elternhaus bereits ausgezogen sind). Der Geröllstrand vor Oyashirazu war eine berühmte Fundstätte für Jadeitkiesel, die aus dem Renge-Gürtel ausgewaschen wurden. Mittlerweile ist der Strand allerdings größtenteils durch lokale Jadesucher und Touristen abgesucht wurden, so dass kaum noch gute Stücke gefunden werden.
Neben Jadeit wurden am Oyashirazu auch die Minerale Natrolith, Omphacit, Pektolith, Prehnit, Xonotlit, Zirkon und die Quarzvarietät Chrysopras gefunden. Für die Minerale Itoigawait und Rengeit gilt der Ort zudem als Typlokalität.[1]

## Weblinks

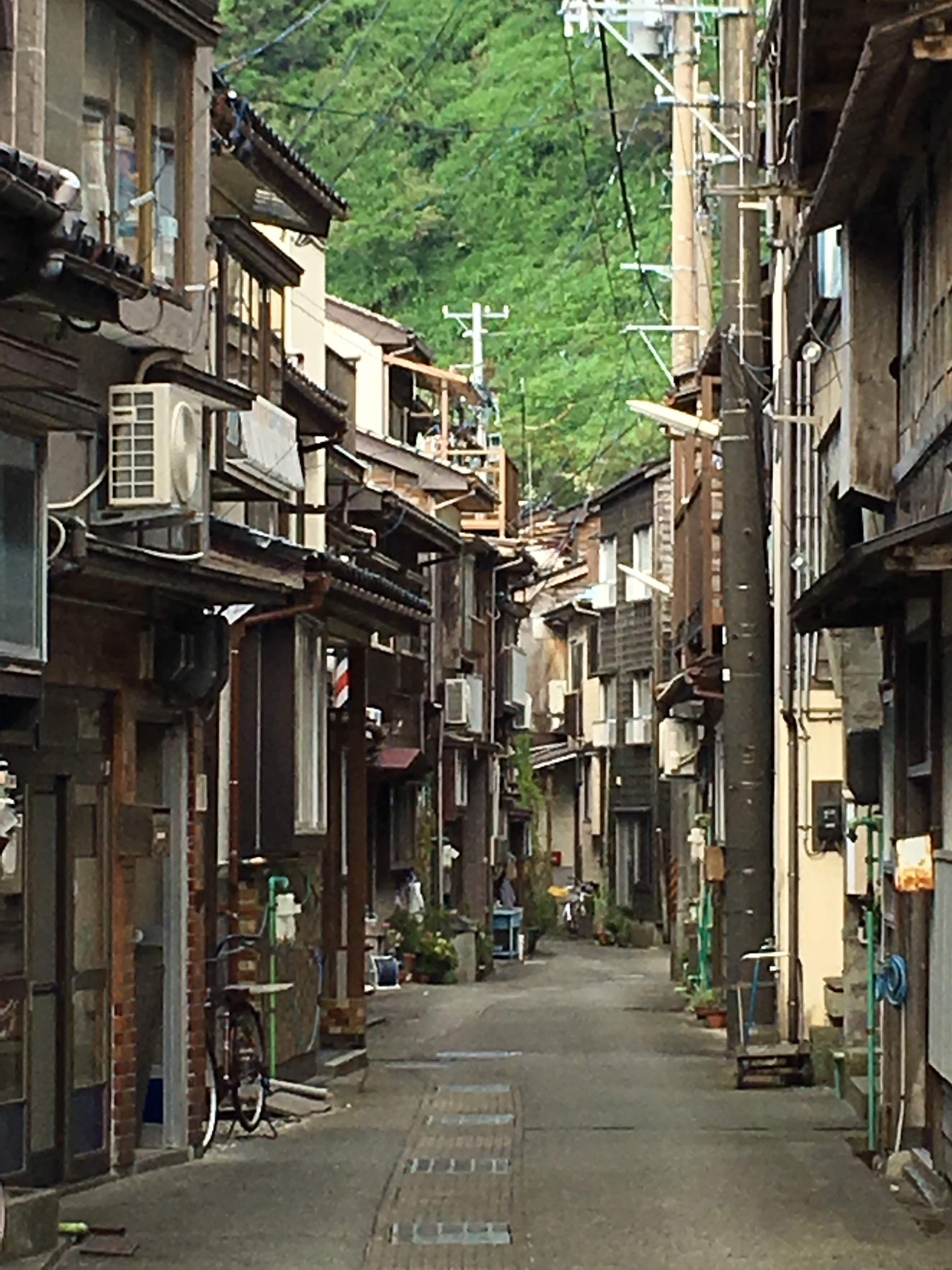
Straßenbild von Tsutsuishi, Stadt Itoigawa

## Verkehr
- Straße:
  - Hokuriku-Autobahn
  - Nationalstraße 8
  - Nationalstraße 148
- Zug:
  - JR Hokuriku-Hauptlinie
  - JR Ōito-Linie

## Angrenzende Städte und Gemeinden
- Präfektur Niigata
  - Myōkō
  - Jōetsu
- Präfektur Nagano
  - Hakuba
  - Otari
- Präfektur Toyama
  - Asahi